# Jean Gras
Jean Gras est un acteur français né le 15 mars 1927 dans le 19e arrondissement de Paris et mort le 31 janvier 1998 dans le 18e arrondissement de Paris.
Il participa au célèbre feuilleton télévisé Thierry la Fronde dans lequel il  tint le rôle du tonnelier Bertrand durant les 40 épisodes. Il apparait également dans un épisode de Vidocq (1967), Bob Morane en (1965).

## Filmographie

### Cinéma
- 1958 : Maigret tend un piège de Jean Delannoy
- 1960 : Les Honneurs de la guerre de Jean Dewever
- 1961 : Auguste de Pierre Chevalier
- 1961 : La Belle Américaine de Robert Dhéry et Pierre Tchernia - Le barbouilleur anarchiste
- 1961 : Carillons sans joie de Charles Brabant
- 1961 : Les Trois Mousquetaires - Les Ferrets de la reine de Bernard Borderie - Fleur de cocu
- 1961 : Les Trois Mousquetaires - La Vengeance de Milady de Bernard Borderie - Fleur de cocu
- 1961 : Un nommé La Rocca de Jean Becker
- 1962 : Le Diable et les Dix Commandements de Julien Duvivier
- 1962 : Le Glaive et la Balance de André Cayatte
- 1962 : Le Jour et l'Heure de René Clément - Gorilla Richebois
- 1964 : Ces dames s'en mêlent de Raoul André - Tony
- 1964 : Déclic et des claques de Philippe Clair
- 1965 : Mademoiselle de Tony Richardson
- 1968 : Quatre hommes aux poings nus de Robert Topart
- 1969 : Les Choses de la vie de Claude Sautet - Georges, le chef de chantier
- 1970 : Blanche de Walerian Borowczyk
- 1972 : Na ! de Jacques Martin
- 1972 : Galaxie de Maté Rabinovsky - L'inspecteur adjoint
- 1973 : La Merveilleuse Visite de Marcel Carné
- 1997 : 100% Arabica de Mahmoud Zemmouri - Le patron du café

### Télévision
- 1963-1966 : Thierry la Fronde de Pierre Goutas
- 1965 : Bob Morane de  Robert Vernay
- 1967 : Vidocq de Claude Loursais et Marcel Bluwal (série télévisée) : Épisode 12 - À vous de jouer, Monsieur Vidocq !
- 1969 : Fortune d'Henri Colpi
- 1970 : Ne vous fâchez pas Imogène de Lazare Iglesis
- 1998 : La Poursuite du vent de Nina Companeez

## Théâtre
- 1955 : Amédée ou Comment s'en débarrasser d'Eugène Ionesco, mise en scène Roger Planchon, Théâtre de la Comédie de Lyon
- 1955 : Victor ou les Enfants au pouvoir de Roger Vitrac, mise en scène Roger Planchon, Théâtre de la Comédie de Lyon
- 1957 : Les Coréens de Michel Vinaver, mise en scène Jean-Marie Serreau, Théâtre de l'Alliance française
- 1959 : La Descente d'Orphée de Tennessee Williams, mise en scène Raymond Rouleau, Théâtre de l'Athénée-Louis-Jouvet
- 1963 : Monsieur Vautrin d'André Charpak d'après Honoré de Balzac, mise en scène André Charpak, Théâtre Récamier
- 1966 : La Preuve par quatre de Félicien Marceau, mise en scène de l'auteur, Théâtre des Célestins
- 1970 : La Puce à l'oreille de Georges Feydeau, mise en scène Jacques Charon,   Théâtre des Célestins